# Josef Koláček
Josef Koláček (1. září 1929 Bystrc u Brna – 10. září 2019 Řím) byl český katolický duchovní, teolog, překladatel, spisovatel a publicista z řad Tovaryšstva Ježíšova, dlouholetý redaktor (od 1970) a bývalý vedoucí (1971–2001) české sekce Radia Vatikán.
Napsal řadu knih týkajících se především historie jezuitů a je autorem řady překladů náboženských textů z němčiny, francouzštiny, italštiny a španělštiny, především pak děl sv. Terezie od Ježíše, papeže Jana Pavla II. a Tomáše Špidlíka a řady moderních církevních dokumentů.
Jako žádaný vedoucí exercicií procestoval celý svět.

## Život
Vystudoval gymnázium a vstoupil do řad Tovaryšstva Ježíšova. Z četných básní, které tehdy napsal, se většina nedochovala, pouze malá část vyšla v zahraničí jako sbírka Křížová cesta ženy. V roce 1950 byl v rámci tzv. Akce K spolu s ostatními jezuity zbaven osobní svobody a deportován do centralizačních (ev. internačních) klášterů, internován byl v Bohosudově a Oseku. Po propuštění byl poslán do PTP a posléze v letech 1954 až 1968 pracoval jako pomocný dělník ve Zbrojovce Brno a tajně studoval teologii. Byl vyšetřován v různých procesech s jezuity, ale nikdy nebyl odsouzen.
Na kněze byl vysvěcen 23. ledna 1968. Na podzim tohoto roku odešel do Rakouska, kde v Innsbrucku a ve Vídni dokončil svá teologická studia. V roce 1970 odešel do Říma, kde začal pracovat pro českou sekci Vatikánského rozhlasu, v letech 1971–2001 byl jejím vedoucím.
V roce 1985 učil papeže Jana Pavla II. před jeho cestou do Rakouska česky, aby tam papež mohl skrz rakouskou televizi, naladitelnou i na českém území, Čechy pozdravit.
| Vedoucí České sekce Radia Vatikán | Vedoucí České sekce Radia Vatikán | Vedoucí České sekce Radia Vatikán |
| --------------------------------- | --------------------------------- | --------------------------------- |
| Předchůdce: ?                     | 1971–2001 Josef Koláček           | Nástupce: Jiří Sýkora             |

## Dílo
Mimo následující knihy je autorem stovek článků a příspěvků pro katolický tisk a rozhlas, především pro českou sekci Radia Vatikán, jezuitský tisk a časopis Studie.

### Vlastní knihy
- Křížová cesta ženy (sbírka básní)
- Magnificat z Nového světa (1977)
- Der Heilige der Neuen Welt : Johannes Nepomuk Neumann (1979, německy)
- Otce jsem nepoznala (1981)
- Na březích Visly svítá : [Životopis Heleny Kowalské – Sestry Faustiny] (1983)
- Moravské exsultet (1979, 1990) - životopis Aničky Zelíkové, podle zápisků biskupa Hloucha
- Je se mnou : [Studie o F. Bridelovi] (1986)
- Kapka krve : [život P. Václava Klementa Petra] (1988, 1991)
- Rosa (1990) – životopis zakladatelky sester Těšitelek B.S.P. Marie Rosy Vůjtěchové (1876–1945) vydaný v Římě[6]
- Martin Středa (1987, 1992)
- Vánoční dar z Klementina (1991)
- Stříbrný a černý : stříbrný je lev český, na červeném poli, černý je lev vlámský, na zlatém poli (1994)
- Šimon Boruhradský : (1650-1697) (1997)
- Tadeáš Enis (1714–1769) (1997)
- Jezuité na Svaté Hoře (1998)
- Magister Nhiem : (Thây Nhiêm) (1998)
- Čínské epištoly (1999)
- První z Čech (1999)
- Václav Kolowrat (2000)
- Samuel z Trutnova (2001)
- Čínské elogium : duchovní portrét P. Josefa Zemana C.M. misionáře v Číně (2002)
- 200 let jezuitů v Brně (2002)
- Zrození pro nebe (2002)
- Dějiny Těšínské rezidence Tovaryšstva Ježíšova a gymnázia : Annales Teschinenses (2006)

### Překlady
Ze španělštiny
- knihy sv. Terezie od Ježíše
  - Cesta k dokonalosti
  - Hrad v nitru
  - Nad Velepísní a jiné spisy
  - Život

Z italštiny
- Oficiální dokumenty
  - Charta pracovníků ve zdravotnictví: dokument Papežské rady pro pastoraci mezi zdravotníky
  - Ecclesia de Eucharistia (encyklika)
  - Kompendium katechismu Katolické církve 
  - Pravda o lidské sexualitě a jejím významu : směrnice pro výchovu v rodině
  - Veritatis splendor (encyklika, spolu s Markétou Koronthályovou, 1994)

- Díla Jana Pavla II.
  - Dar a tajemství: k padesátému výročí mého kněžství
  - Paměť a identita: rozhovory na přelomu dvou tisíciletí
  - Teologie těla (hlavní překladatel)[7]

- Knihy Tomáše Špidlíka
  - Cesta Ducha
  - Ignác - starec: příklad duchovního otcovství
  - Jak očistit své srdce?
  - My v Trojici: krátká trinitární esej
  - Znáš Boha Otce?, Znáš Krista? a Znáš Ducha svatého?

- Ostatní
  - List židovskému příteli : prostý a nevšední příběh židovského přítele Karola Wojtyly od Giana Franca Svidercoschiho

Z francouzštiny
- Katechismus katolické církve

Z němčiny
- Jen Tebe od Klary Fietz
- Ženy v bibli od Alice Scherer

## Ocenění
V roce 2016 mu byla udělena Cena za statečné občanské postoje v době nacistické okupace a komunistické diktatury.